# 昌都市
昌都市（藏語：ཆབ་མདོ་གྲོང་ཁྱེར།，威利转写：chab mdo grong khyer，藏语拼音：Qamdo Chongkyêr）是中华人民共和国西藏自治區下辖的地级市，傳統上屬於康區。位於西藏自治區東部，地處橫斷山脈和金沙江、瀾滄江、怒江三江流域，素有「藏東明珠」的美稱。自清末改土歸流置昌都府以來，昌都便一直是昌都地區的政治、經濟、文化和交通中心，享有「藏東門戶」的盛譽。常住总人口76.09万人，市人民政府駐卡若区。

## 历史
清朝时期，昌都地区受帕巴拉活佛的政教合一统治。
- 光绪三十二年（1906年）六月，锡良、绰哈布奏清“乘此（平定巴塘之乱）改土归流，照宁夏、青海之例，先置川滇边务大臣，驻扎巴塘练兵，以为西藏声援，整理地方为后盾。川、滇、边、藏声气相通，联为一致，一劳永逸，此西南之计也”。清政府任命赵尔丰为督办川滇边务大臣，统辖四川西部打箭炉厅（治今康定县）及所属各土司和西藏康部。
- 宣统三年（1911年），护理督办川滇边务大臣傅嵩炑在奏折中，首次提出建立西康省：“查边境乃古康地，其地在西，拟名曰西康省”，建省后可以“守康境，卫四川，援西藏，一举而三善备”。傅嵩林设想中的西康省范围，“东自打箭炉地，西至丹达山顶止，计三千余里；南抵维西、中甸，北至甘肃西宁，计四千余里”。同年，清廷拟分设西康省，升打箭炉为康定府（辖里化厅、安良厅、河口县、稻城县），升巴安厅为巴安府（辖三坝厅、定乡县、盐井县），新设登科府（下辖德化州、白玉州、石渠县、同普县）、昌都府（辖恩达厅、乍丫县），另有得荣、江达、贡觉、桑昂、杂瑜、三严、甘孜、章谷、道坞、瞻对、泸定桥等11委员以及硕搬多理事。护理督办川滇边务大臣傅嵩炑以昌都帕巴拉活佛、察雅活佛“虽系呼图克图，而管理地方与土司无异，应一并改流”为由，收缴了昌都、察雅两活佛之印信，将昌都的土司及呼图克图的统治权收归清朝朝廷。不久，清朝应帕巴拉之请求，也由于“与土司印不同，准其发还”。
- 辛亥革命后，驻西藏清军相继哗变。1912年，第十三世达赖喇嘛发布《告民众书》，宣布西藏完全自治，整个藏区都是西藏噶厦政府的辖境。达赖喇嘛遣藏軍攻陷般多、乍丫、察木多等地。经西藏噶厦授意，昌都强巴林寺暗中调动民兵，砍杀川军十多人。时任边军第七营营长兼昌都县知事的彭日升组织川军反击，并纵火烧强巴林寺。帕巴拉活佛及谢瓦拉活佛避往拉萨，在色拉寺居住了8年才在藏军护送下回到昌都。民国元年（1912年）4月22日，北洋政府总统袁世凯调四川都督尹昌衡任征藏军总司令，率兵西征。云南都督蔡锷也派滇军入西康声援。1912年7月10日，尹昌衡率西征军从成都出发，不久大破藏军于里塘、巴塘之间，收复察木多、乍丫各地。1912年9月25日，尹昌衡兼任川边镇抚使，10月获授陆军中将位加上将衔。1913年（民国2年）4月，尹昌衡回到成都。1913年6月13日改尹昌衡为川边经略使，不久改称川边都督。
- 民国3年（1914年）1月13日，裁撤川边经略使兼都督事，降格为川边镇守使，掌军政、民政。1914年6月28日划川边特别区域（包括金沙江以西的昌都地区）为川边特别区，受四川省管制。这引起了西藏噶厦政府的不满。
- 民国5年（1916年）1月23日在原边东、边西2道境设置川边道，管辖昌都地区。
- 1918年发生的第一次康藏边界纠纷(即民七事件），昌都地区被藏军占据。藏军克陷昌都城后，分兵南北两路进军，北路方面很快占领金沙江西岸十三县，并且渡江攻占瞻堆，包围甘孜。在英国代表台克满（英语：Eric Teichman）的调解下，川省代表刘赞廷与藏方代表噶倫喇嘛强巴旦达于1918年8月19日签定《中藏昌都停战条约（法语：Traité de Rongbatsa）》，以长江为藏川分界。
- 1919年，十世帕巴拉出任强巴林寺第二十九任法台。西藏噶厦派噶伦喇嘛强巴旦达出任朵麦基巧（即朵麦总管，朵麦指昌都），兩人共同统治昌都地区。
- 1920年，十世帕巴拉有了“康珠玛”明妃。十三世达赖则认为娶妻触犯戒律，乃下令“废除其帕巴拉呼图克图名号，朵基噶伦喇嘛查封了皇上之敕封”。西藏噶厦实际统治昌都地区。
- 1928年8月29日，中國國民黨中央政治會議决定西康改省。1928年9月17日，国民政府决定西康建省。民国23年（1934年）12月25日，行政院决议刘文辉为西康建省委员会委员长。民国24年（1935年）7月22日西康建省委员会在雅安正式设立，刘文辉就职委员长，并设立民政、财政、教育、建设等科。民国25年（1936年）9月23日，西康建省委员会迁至康定。民国27年（1938年）11月22日，行政院议决西康准予建省，12月13日通过西康省政府委员组成人员，以刘文辉任西康省政府主席。中華民國政府將昌都地区划属於西康省第五行政督察区，但实际上此地為西藏噶厦政府管治。
- 民国25年（1936年）11月刘文辉率领章镇中等团前往康定，并派章团驻进甘孜防止藏军进一步入侵。见此状，藏军派代表士郎多吉到康定与刘文辉商定协议，以金沙江为界，藏军前攻占的金沙江以东的德格等四县归还给西康。
- 1939年，中华民国政府设置西康省，名义上对此地进行管辖。

中華民國時期，國民政府將昌都劃屬西康省管轄，但未能實際統治）

- 1950年10月7日，中国人民解放军發動昌都戰役，成功攻佔昌都。
- 1950年10月19日，中华人民共和国政府在此成立了昌都地區人民解放委員會，直屬中央人民政府政務院管轄。
- 1956年，由西藏自治區籌備委員會領導。
- 1960年1月，設立昌都地區專員公署，地區行署駐昌都鎮。
- 1978年，改為昌都地區行政公署，地區行署駐昌都縣。
- 2002年10月，天津市政府在昌都扎曲、昂曲两河汇合处建成澜沧江天津广场。
- 2014年10月20日，中国国务院同意撤销昌都地区设立地级昌都市，撤销昌都县设立卡若区。[1]
- 2014年12月10日，地级昌都市正式掛牌成立。[2]

## 地理

### 位置境域
昌都位于西藏自治区东部、澜沧江上游，是西藏自治区的东大门，地理位置十分重要。地处三河一江地区（昂曲、扎曲、色曲、澜沧江），藏语意为“水汇合口处”。
昌都位于东经93°6′-99°2′，北纬28°5′-32°6′之间，东与四川省甘孜州的德格县、白玉县、石渠县、巴塘县四县隔江相望，东南与云南省迪庆州的德钦县接壤，西南与林芝市毗邻，西北与那曲市相连，北面与青海省的玉树州交界。总面积为11万平方公里，占西藏自治区总面积的8.9%。

### 地貌
市境内地势西北部高，山体较完整，分水岭地区保存着宽广的高原面；东南部低，山体被切割成星罗棋布状。谷地由北向南逐步加深，岭谷栉比，河谷深切，仅有零星残存的高原面。高原主要颁布在他念他翁山北段和宁静山，海拔在4000～4500米以上，最高处是位于边坝县境内的念青唐古拉山脊，海拔高达6980米；在北纬30°以南，为典型的高山峡谷区，河谷底海拔2500～3500米，最低处是芒康县的金沙江河谷，海拔仅2296米。
市境内山脉为南北走向，三条大江与三列山脉相间分布，平行骈走。从西向东依次是伯舒拉岭、怒江；他念他翁山、澜沧江；达玛拉山－宁静山、金沙江。山脉海拔多在4000～5000米左右，山脉之间有深邃的河谷，山岭与河谷的高差达1000～2000米。独特的自然地貌和地形结构，使雄美壮美的青藏高原愈加多姿多彩。

### 湖泊
昌都市境内湖泊数量不少，但规模很小，超过10km2的湖泊，仅有莽错（面积18平方千米，海拔4310米）和然乌湖（面积含安贡错18.4平方千米，海拔约3800）2个。此外，较大的湖泊还有布托错青（面积9.0平方千米，海拔4660米）、布托错穷（面积6.4平方千米，海拔4590米）、仁错（面积3.7平方千米，海拔4430米）。本区湖水矿化度多在0 .14-0.32g/L之间。昌都地区湖泊全部为外流淡水湖。湖泊的成因多样，有构造成因、冰川成因以及其他成因（如堵塞谷地成湖）等。其中莽错形成与构造活动有关。但本地区湖泊大多为古冰川作用形成的冰川湖，如布托错青和布托错穷，其中面积在1平方千米以下的高山湖泊基本上都为冰川湖泊。也有一些湖泊为现代谷地被山崩、滑坡或泥石流堵塞形成的湖泊，如然乌湖就是由山崩堵塞而形成的。

### 冰川
昌都的现代冰川主要分布在西南高山极高山地，如岗日嘎布、念青唐古拉山－伯舒拉岭，强拉日，他念他翁山南部的达美拥雪山和梅里雪山等。其中昌都地区西南的岗日嘎布正处于印度洋季风向青藏高原输送水汽的主要通道上，是青藏高原南部边缘受西藏自治区西南季风影响最强烈的一条山脉，现代冰川十分发育，是青藏高原上现代冰川覆盖率最高的山脉。本地区绝大多数冰川是在季风海洋性气候条件下形成的，属海洋性冰川。只在西北部唐古拉山可能属复合型过渡性冰川。
昌都的冰川总条数达数百条，为青藏高原上冰川集中分布区之一。区内冰川分布的总趋势受海拔高度变低影响自西向东减少。宁静山不仅海拔高度较低，而且受两侧平行山岭的阻拦，形成东西气流难以伸入的雨影区，因而成为区内各山系中唯一现代冰川的山岭。
现代冰川的形态类型，有悬冰川、冰斗—悬冰川、冰斗冰川、冰斗—山谷冰川、山谷冰川、峡谷冰川、坡面冰川和冰帽或平顶冰川等8种类型。其中山谷冰川是各类冰川中规模最大的一种大型冰川，主要分面在岗日嘎布、念青唐古拉山—伯舒拉岭，强拉日，他念他翁山南部的达美拥雪山和梅里雪山等最高隆起区，长数公里至10多公里，面积数平方公里至几十平方公里，是本区主要的冰川类型。其中最大的山谷冰川是然乌湖南面的来古冰川（又称雅弄冰川），长约26km，宽达2-4km，冰川末端伸至4000m以下。在边坝县南部念青唐古拉山北坡也有一系列冰川发育，冰川末端下伸到海拔4500m左右。

### 气候
昌都市属藏东南高原温带半干旱季风气候区。夏季气候温和湿润，冬季气候干冷，年温差小，日温差大。年平均日照数为2100-2700小时，年无霜期46－162天，年降水量为477.7毫米，集中在5-9月。常见的自然灾害有霜冻、雪灾、冰雹。
昌都的气候以寒冷为基本特点。由于受南北平行峡谷及中低纬度地理位置等因素的影响，具有垂直分布明显和区域性差异大的特点。日照充足，太阳辐射强；日温差大，年温差小；降雨集中，季节分布不均，蒸发量大，相对湿度小。昌都地区山脉河流的南北纵向排列有利于暖湿气流的南北输送，峡谷高差悬殊，气候垂直变化大于水平变化。
空气洁，日照长，辐射强。昌都平均海拔在3500米以上，空气稀薄，年平均气压和每立方空气中含氧量仅有平原地区的2/3。日温差大，年温差小，气温偏低。昌都地区各地年平均气温为2.4℃～12.6℃。降雨集中，季节分布不均。5～9月的降水量在182.3～538.2毫米之间，占全年降雨量的77.9%～95.8%。10月至次年的5月降水量为19.6～102.6毫米，仅占全年降水量的4.3%～21.2%。蒸发量大，相对湿度小。各地的年蒸发量在1325.3～2617.2毫米之间，地处怒江河谷的八宿年蒸发量最高，为2617.2毫米，是年降水量的10倍以上。
| 昌都市卡若区气象数据（1981年至2010年） | 昌都市卡若区气象数据（1981年至2010年） | 昌都市卡若区气象数据（1981年至2010年） | 昌都市卡若区气象数据（1981年至2010年） | 昌都市卡若区气象数据（1981年至2010年） | 昌都市卡若区气象数据（1981年至2010年） | 昌都市卡若区气象数据（1981年至2010年） | 昌都市卡若区气象数据（1981年至2010年） | 昌都市卡若区气象数据（1981年至2010年） | 昌都市卡若区气象数据（1981年至2010年） | 昌都市卡若区气象数据（1981年至2010年） | 昌都市卡若区气象数据（1981年至2010年） | 昌都市卡若区气象数据（1981年至2010年） | 昌都市卡若区气象数据（1981年至2010年） |
| 月份                                   | 1月                                    | 2月                                    | 3月                                    | 4月                                    | 5月                                    | 6月                                    | 7月                                    | 8月                                    | 9月                                    | 10月                                   | 11月                                   | 12月                                   | 全年                                   |
| -------------------------------------- | -------------------------------------- | -------------------------------------- | -------------------------------------- | -------------------------------------- | -------------------------------------- | -------------------------------------- | -------------------------------------- | -------------------------------------- | -------------------------------------- | -------------------------------------- | -------------------------------------- | -------------------------------------- | -------------------------------------- |
| 历史最高温 °C（°F）                    | 21.8 (71.2)                            | 21.4 (70.5)                            | 26.1 (79.0)                            | 28.1 (82.6)                            | 29.5 (85.1)                            | 32.7 (90.9)                            | 32.0 (89.6)                            | 30.8 (87.4)                            | 30.5 (86.9)                            | 27.7 (81.9)                            | 22.3 (72.1)                            | 20.2 (68.4)                            | 32.7 (90.9)                            |
| 平均高温 °C（°F）                      | 8.7 (47.7)                             | 10.2 (50.4)                            | 13.3 (55.9)                            | 16.6 (61.9)                            | 20.9 (69.6)                            | 23.6 (74.5)                            | 24.2 (75.6)                            | 23.5 (74.3)                            | 21.6 (70.9)                            | 17.6 (63.7)                            | 12.7 (54.9)                            | 9.5 (49.1)                             | 16.9 (62.4)                            |
| 日均气温 °C（°F）                      | −1.6 (29.1)                            | 1.0 (33.8)                             | 4.7 (40.5)                             | 8.1 (46.6)                             | 12.2 (54.0)                            | 15.3 (59.5)                            | 16.3 (61.3)                            | 15.5 (59.9)                            | 13.1 (55.6)                            | 8.4 (47.1)                             | 2.4 (36.3)                             | −1.5 (29.3)                            | 7.8 (46.1)                             |
| 平均低温 °C（°F）                      | −9.6 (14.7)                            | −6.8 (19.8)                            | −2.4 (27.7)                            | 1.4 (34.5)                             | 5.3 (41.5)                             | 9.2 (48.6)                             | 10.6 (51.1)                            | 10.0 (50.0)                            | 7.3 (45.1)                             | 1.8 (35.2)                             | −5.0 (23.0)                            | −9.3 (15.3)                            | 1.0 (33.9)                             |
| 历史最低温 °C（°F）                    | −19.4 (−2.9)                           | −17.4 (0.7)                            | −13.0 (8.6)                            | −7.7 (18.1)                            | −4.0 (24.8)                            | 1.1 (34.0)                             | 2.9 (37.2)                             | 1.1 (34.0)                             | −0.9 (30.4)                            | −7.0 (19.4)                            | −13.6 (7.5)                            | −20.7 (−5.3)                           | −20.7 (−5.3)                           |
| 平均降水量 mm（）                      | 1.2 (0.05)                             | 3.3 (0.13)                             | 11.3 (0.44)                            | 24.4 (0.96)                            | 39.3 (1.55)                            | 85.9 (3.38)                            | 106.5 (4.19)                           | 100.5 (3.96)                           | 74.6 (2.94)                            | 34.6 (1.36)                            | 5.7 (0.22)                             | 2.0 (0.08)                             | 489.3 (19.26)                          |
| 平均相對濕度（％）                     | 36                                     | 36                                     | 41                                     | 48                                     | 50                                     | 59                                     | 65                                     | 67                                     | 67                                     | 59                                     | 46                                     | 39                                     | 51                                     |
| 来源：中国气象数据网                   |                                        |                                        |                                        |                                        |                                        |                                        |                                        |                                        |                                        |                                        |                                        |                                        |                                        |

## 政治

### 现任领导
| 机构     | · 中国共产党 · 昌都市委员会 | 昌都市人民代表大会 常务委员会 | 昌都市人民政府       | · 中国人民政治协商会议 · 昌都市委员会 |
| 职务     | 书记                        | 主任                          | 市长                 | 主席                                  |
| -------- | --------------------------- | ----------------------------- | -------------------- | ------------------------------------- |
| 姓名     | 庄劲松                      | 齐应海                        | 罗庆伍               | 多吉战都                              |
| 民族     | 汉族                        | 汉族                          | 藏族                 | 藏族                                  |
| 籍贯     |                             | 陕西省吴起县                  | 西藏自治区那曲市     | 西藏自治区日喀则市                    |
| 出生日期 | 1970年3月（55歲）           | 1969年4月（56歲）             | 1971年5月（53—54歲） | 1965年7月（59歲）                     |
| 就任日期 | 2024年9月                   | 2020年12月                    | 2022年12月           | 2020年12月                            |

### 历任领导
| 市委书记 - 罗布顿珠（2014年12月－2017年4月） - 阿布（2017年4月－2020年12月） - 普布顿珠（2020年12月－2022年4月） - 龚会才（2022年4月－2024年9月） - 庄劲松（2024年9月－） | 市长 - 阿布（2014年12月－2017年4月） - 陈军（2017年4月－2022年12月） - 罗庆伍（2022年12月－） |

### 行政区划
昌都市下辖1个市辖区、10个县。
- 市辖区：卡若区
- 县：江达县、贡觉县、类乌齐县、丁青县、察雅县、八宿县、左贡县、芒康县、洛隆县、边坝县

## 人口
根据2020年第七次全国人口普查，全市常住人口为760,966人。同第六次全国人口普查的657,505人相比，十年共增加了103,461人，增长15.74%，年平均增长率为1.47%。其中，男性人口为394,266人，占总人口的51.81%；女性人口为366,700人，占总人口的48.19%。总人口性别比（以女性为100）为107.52。0－14岁的人口为219,649人，占总人口的28.86%；15－59岁的人口为476,519人，占总人口的62.62%；60岁及以上的人口为64,798人，占总人口的8.52%，其中65岁及以上的人口为46,123人，占总人口的6.06%。居住在城镇的人口为133,017人，占总人口的17.48%；居住在乡村的人口为627,949人，占总人口的82.52%。

### 民族
全市常住人口中，汉族人口为46,559人，占6.12%；藏族人口为709,467人，占93.23%；其他少数民族人口为4,940人，占0.65%。与2010年第六次全国人口普查相比，汉族人口增加20,734人，增长80.29%，占总人口比例增加2.19个百分点；各少数民族人口增加82,727人，增长13.1%，占总人口比例下降2.19个百分点。其中，藏族人口增加81,816人，增长13.04%，占总人口比例下降2.23个百分点。
| 民族名称                | 藏族   | 汉族  | 哈萨克族 | 纳西族 | 回族 | 白族 | 满族 | 彝族 | 土族 | 土家族 | 其他民族 |
| ----------------------- | ------ | ----- | -------- | ------ | ---- | ---- | ---- | ---- | ---- | ------ | -------- |
| 人口数                  | 627651 | 25825 | 1443     | 1062   | 576  | 215  | 210  | 77   | 71   | 69     | 306      |
| 占总人口比例（%）       | 95.46  | 3.93  | 0.22     | 0.16   | 0.09 | 0.03 | 0.03 | 0.01 | 0.01 | 0.01   | 0.05     |
| 占少数民族人口比例（%） | 99.36  | ---   | 0.23     | 0.17   | 0.09 | 0.03 | 0.03 | 0.01 | 0.01 | 0.01   | 0.05     |

## 交通
- 公路： 214国道、 317国道、 318国道和 303省道、 302省道。
- 航空：昌都邦达机场
- 铁路：正在建设中的川藏铁路将经过昌都市

### 全国重点文物保护单位
- 卡若遗址
- 查杰玛大殿
- 小恩达遗址
- 昌都强巴林寺
- 芒康县盐井古盐田